# Contea di Évreux
La contea di Évreux fu un'antica contea, parte della Normandia, fondata nel 989.
Nella prima metà dell'XI secolo, i duchi di Normandia fondarono diverse contee, generalmente nei pressi dei confini del territorio.
L'arcivescovo di Rouen Roberto d'Évreux, figlio di Riccardo I di Normandia, sembra essere stato il primo conte di Évreux.
La contea passò poi nel 1118 al casato dei signori di Montfort-l'Amaury, ramo cadetto dei Hainaut, tramite il matrimonio tra Agnese d'Évreux, figlia di Riccardo d'Évreux, e Simone I di Montfort, conte di Montfort-l'Amaury.
Nel 1198 venne ceduta alla Francia e Filippo IV di Francia la concesse a suo fratello Luigi che diede vita al casato di Évreux, che dal sedette sul trono di Navarra.
Nel 1404 Carlo III di Navarra diede alla Francia la contea in cambio del ducato di Nemours, decretandone la temporanea fine.
Negli anni titolo di conte di Évreux venne difatti creato appositamente per alcuni personaggi: 
- nel 1424 per John Stuart, secondo conte di Buchan, connestabile di Francia;
- nel 1440 per Pierre de Brézé, soldato e politico francese al servizio di Carlo VII di Francia;
- nel 1596 per Francesco Ercole di Valois, fratello di Carlo IX di Francia.

Luigi XIII di Francia lo diede dal 1605 ai duchi di Bouillon La Tour d'Auvergne, che lo mantennero fino al 1753.